# زنبوریان عسل
زنبوریان عسل (به لاتین: Apinae) زیرخانوادهای است که بیشتر زنبورهای خانواده زنبوران عسل را دربر می‌گیرد. این شامل زنبورهای آشنا (سبد گرده) است - زنبورهای گرده، زنبورهای عسل، زنبورهای ارکیده، زنبورهای بدون نیش، زنبورهای آفریقایی، و سردهٔ منقرض‌شدهٔ Euglossopteryx. همچنین شامل همه گروه‌هایی به جز دو گروه (به استثنای Nomadinae و Xylocopinae) است که در گذشته در خانواده Anthophoridae طبقه‌بندی شده‌اند.
بیشتر گونه‌های این زیرخانواده (به غیر از زنبورهای عسل، زنبورهای گرده و زنبورهای بدون نیش) منفرد هستند، اگرچه بسیاری از تبارها کاملاً انگل طعمه‌دزد هستند، مانند Ericrocidini , Isepeolini , Melectini , Osirini , Protepeolini و Rhathymini.